# 藍鯨山
藍鯨山（英語：Blue Whale Mountain），是南極洲的山峰，位於南喬治亞群島，處於藍鯨港西部，海拔高度490米，在1930年由英國研究隊繪入地圖，由英國海外領土管轄。